# Victoria Gucovsky
Victoria Gucovsky Chertkoff (Génova, 20 de febrero de 1890 – Buenos Aires, 18 de octubre de 1969) fue una educadora, escritora, y periodista argentina de origen judeo-ruso.

## Biografía
Victoria Gucovsky nació en Génova en 1890 durante el exilio de sus padres en esa ciudad por causa de su activismo socialista. Su madre fue la feminista y militante socialista Fenia Chertkoff y su padre el ingeniero y poeta revolucionario Gabriel Gucovsky.
Al poco tiempo de nacer Victoria en Italia, su padre Gabriel Gucovsky falleció de tuberculosis, y entonces Fenia se trasladó a la Argentina junto a su hija y junto a sus hermanas Adela y Mariana, instalándose en la Colonia Clara (ubicada en Entre Ríos), donde la mayoría de sus habitantes eran inmigrantes judíos ortodoxos. Fue pues con su madre Fenia Chertkoff, que Victoria se trasladó a la Argentina, cuando contaba tan solo dos años de edad.
Asistió al Liceo Nacional de Señoritas N°1, donde se graduó en biología. Después de la graduación, obtuvo la calificación para la educación superior en ciencias biológicas, enseñando desde 1923 hasta 1955 en varias escuelas argentinas. Como educadora, también fue a los Estados Unidos para estudiar el sistema penitenciario femenino y el sistema de reforma juvenil.
Fundó La Liga Pro-Alfabetismo de Adultos, una organización que combatió el analfabetismo de adultos en Argentina.
Años después se casó con Antonio De Tomaso, con quien retornó a Córdoba por razones de salud, luego de varios años de estadía en Buenos Aires.
Como activista, ingresó al Partido Socialista Argentino, convirtiéndose en un miembro activo y fundamental. Fue conocida por su compromiso político y por su trabajo periodístico, que se deriva de las páginas de los periódicos La Nación y La Vanguardia. Sus luchas se centraron particularmente en cuestiones relaticas a la justicia social, al pacifismo, y a la emancipación femenina.
A pesar de su trabajo como educadora y como activista en política, igualmente logró publicar algunos libros, como ser 'Tierra adentro' y 'El santo de la higuera'.
También escribió una obra de teatro para niños titulada 'Juanita', que ganó el "Primer Premio Municipal de Poesía".
A su muerte, legó una rica colección de hallazgos geológicos al 'Museo de Ciencias Naturales Bernardino Rivadavia'.
Victoria, además, era vegana.

## Obras
- Tierra adentro (1921).[6]

- El santo de la higuera (1930).[7]

- Lo que pasa en China (1931).[9]

- La crisis económica mundial, causas y soluciones, acción de la escuela (1932).[10]